# معركة المنصورة (1221)
وقعت معركة المنصورة في الفترة من 26 إلى 28 أغسطس 1221م (الموافق 29 جمادى الآخرة - 2 رجب 618 هـ) بالقرب من مدينة المنصورة المصرية وكانت آخر معركة في الحملة الصليبية الخامسة (1217-1221). اندلعت المعركة بين القوات الصليبية تحت قيادة المبعوث البابوي بيلاغيوس غالفاني [الإنجليزية] وجان دي بريين، ملك بيت المقدس، ضد القوات الأيوبية للسلطان الكامل. وكانت النتيجة انتصاراً مصرياً حاسماً وإجبار الصليبيين على الاستسلام وخروجهم من مصر.

## خلفية تاريخية
بدأت الحملة الصليبية الخامسة كحملة شنها الأوروبيون الغربيون لاستعادة القدس وبقية الأراضي المقدسة عبر غزو مصر أولاً، والتي تقع تحت حكم السلطنة الأيوبية القوية. تحول الصليبيون إلى مصر مع فشل المناوشات الصغيرة، التي شنها أندراس الثاني ملك المجر في سوريا في 1217، في تحقيق نتيجة حاسمة. وصل الكاردينال بيلاغيوس غالفاني بصفته مبعوثاً بابوياً وقائداً فعلياً للحملة الصليبية، بدعم من جان دي بريين وقادة فرسان الهيكل والإسبتالية والتيوتونيين. وقع أول حدث رئيسي في المسرح المصري عبر حصار دمياط والذي بدأ في 23 يونيو 1218، حيث هوجم أولاً البرج المحصن في ميناء مدينة دمياط المصرية. استمر الحصار قرابة 18 شهراً، ثم دخل الصليبيون المدينة في 5 نوفمبر 1219، بعد شكوكهم في إخلائها، ليجدوها مهجورة. على إثر ذلك، نقل الكامل، سلطان مصر منذ 31 أغسطس 1218 عقب وفاة أبيه العادل، جيشه من فارسكور أدني النيل إلى المنصورة.
لم يكن بيلاغيوس قادراً على حث الصليبيين على التخلي عن تقاعسهم بعد احتلال دمياط. استغل الكامل هذا الهدوء لتحصين المنصورة كمدينة حصينة يمكنها أن تحل محل دمياط كحامية لمصب النيل. اعتبر بيلاغيوس أنه مكلف ليس فقط بغزو مصر وإنما القدس أيضاً، وبالتالي لم يقبل عروض السلام التي عرضها السلطان. أعلن البابا هونريوس الثالث في ديسمبر 1220، أن فريدريك الثاني سيرسل قواته قريباً، ومن المتوقع وصولها في مارس 1221 حينها، مع رحيل الإمبراطور المتوج حديثاً إلى مصر في أغسطس. وصلت بعض القوات في مايو، بقيادة لويس الأول دوق بافاريا [الإنجليزية] وأسقفه أولريخ الثاني أسقف باساو [الإنجليزية]، مع أوامر بعدم بدء العمليات الهجومية حتى وصول فريدريك.
كان الصليبيون على علم بكتاب يزعم توقعه استيلاء صلاح الدين الأيوبي المبكر على القدس واستيلاء المسيحيين الوشيك على دمياط، حتى قبل الاستيلاء على دمياط. وبناءً على ذلك، انتشرت شائعات عن انتفاضة مسيحية ضد الإسلام، مما أثر على النظر في عروض الكامل للصلح. ثم بدأت الشائعات في يوليو 1221، بأن أحد جيش الملك داود، سليل الأسطوري القس يوحنا، كان في طريقه من الشرق إلى الأراضي المقدسة للانضمام إلى الحملة الصليبية. رفعت القصة من حماس الصليبيين كثيراً لدرجة أنها دفعتهم إلى شن هجوم مبكر على القاهرة.

## كارثة المنصورة
تقدم بيلاغيوس جنوباً في 7 يوليو 1221، بعد صيامه ثلاثة أيام. عارض جان دي بريين، الذي وصل إلى مصر بعد ذلك بوقت قصير، هذه الخطوة، لكنه سرعان ما انضم إلى القوة تحت قيادة المبعوث الباباوي. والتي تحركت جنوباً باتجاه فارسكو في 12 يوليو حيث خطط بيلاغيوس لنصب المعركة فيها.
تقدمت القوة الصليبية إلى مدينة شرمساح، بين فارسكور والمنصورة على الضفة الشرقية لنهر النيل، واحتل المدينة في 12 يوليو 1221. حاول جان مرة أخرى إعادة بيلاغيوس، لكن القوة كانت عازمة على الحصول على الغنائم المنتظرة في القاهرة. انتقلت القوات الصليبية بالقرب من البحر الصغير، عند ما يعرف حالياً باسم قناة أوشموم، جنوب قرية أشمون الرمان، على الضفة المقابلة للمنصورة في 24 يوليو. اعتمدت خطة بيلاغيوس على الحفاظ على خطوط الإمداد مع دمياط، لأنه لم يجلب ما يكفي من المؤنة للجيش.
كانت التحصينات التي بناها الصليبيون ضعيفة، ومهددة بشكل أكبر من قبل التعزيزات السورية التي حضرت مؤخراً إلى مسرح الحرب. حذر أليس القبرصي [الإنجليزية] وقادة التنظيمات العسكرية بيلاغيوس من وصول أعداد كبيرة من القوات الإسلامية، وذهبت التحذيرات المستمرة من جان دي بريين أدراج الرياح. انتهز العديد من الصليبيين هذه الفرصة للانسحاب إلى دمياط، ثم الرحيل لاحقاً إلى ديارهم.
امتاز المصريون بمعرفة التضاريس وخاصة القنوات القريبة من المعسكر الصليبي. وكان إحدى هذه القنوات بالقرب من البرامون تسمح بمرور السفن الكبيرة فيها في أواخر أغسطس عندما يكون مستوى النيل في أعلى مستوياته، وقد جلب المصريون العديد من السفن من المحلة. وعند دخولهم النيل، تمكنوا من قطع خطوط اتصالات الصليبيين مع دمياط، مما جعل موقفهم على المحك. أمر بيلاغيوس بالانسحاب بعد مشاورة قادته العسكريين، فقط ليكتشف أن جند السلطان قطعوا الطريق المؤدي إلى دمياط.
حاول الصليبيون الوصول إلى البرامون تحت جنح الظلام في 26 أغسطس 1221، لكن سوء تدبيرهم نبه المصريين الذين هاجموهم. كما أنهم كانوا مترددين في التضحية بمخازنهم من النبيذ، ففصلوا شربها بدلاً من تركها. في غضون ذلك، أمر الكامل بفتح السدود على طول الضفة اليمنى لنهر النيل، مما أدى إلى إغراق المنطقة وجعل المعركة مستحيلة. طلب بيلاغيوس الصلح في 28 أغسطس، وأرسل رسوله إلى الكامل. لتنتهي المعركة باستسلام الصليبيين.

## نتائجها
كان لدى بيلاغيوس بعض النفوذ المتبقي لدى الصليبين في دمياط حيث كانت المدينة لا تزال محصنة جيداً. قدم سرب بحري بقيادة أميرال الأسطول هنري مالطا، والمستشار الصقلي والتر من باليريا والمارشال الإمبراطوري الألماني أنسيلم من جوستينجين، كان فريدريك الثاني قد أرسلهم مؤخراً. ليعرضوا على السلطان الانسحاب من دمياط وهدنة لمدة ثماني سنوات مقابل السماح للجيش الصليبي بالانسحاب، والإفراج عن جميع الأسرى، وإعادة بقايا الصليب الحقيقي.
حمل قادة التنظيمات العسكرية نبأ الاستسلام إلى دمياط. والذي لم يحظ بترحاب، لكن في نهاية المطاف غادرت السفن الصليبية ودخل السلطان المدينة في 8 سبتمبر 1221. انتهت الحملة الصليبية الخامسة في 1221، دون تحقيق شئ. ولم يتمكن الصليبيون حتى من الحصول على عودة الصليب الحقيقي. حيث لم يتمكن المصريون من العثور عليه وغادر الصليبيون صفر اليدين.